# Paolo Bellezza
Paolo Bellezza (Milano, 25 gennaio 1867 – Milano, 10 aprile 1950) è stato uno scrittore e docente italiano.

## Biografia
Nato a Milano nel 1867, frequentò l'Accademia scientifico-letteraria della città natale laureandosi con una tesi sullo scrittore e politico romano Sallustio nel 1891. Dedicatosi poi allo studio delle lingue straniere (nello specifico del tedesco, del francese e dell'inglese) e divenuto insegnante di latino, greco, letteratura italiana e lingue straniere presso il Liceo Guastalla e all'Università Bocconi, Bellezza fu poi nominato docente di inglese al Politecnico di Milano nel 1897, cattedra che terrà fino al 1937. Oggigiorno Bellezza è conosciuto soprattutto per essere stato un appassionato biografo, in special modo del suo concittadino Alessandro Manzoni, del quale nel 1898 pubblicò a proprie spese la controversa biografia Genio e follia di Alessandro Manzoni, intitolata così perché facente riferimento da un lato ai grandi meriti che il letterato milanese ebbe nei confronti della storia della letteratura e della lingua italiana; dall'altro ai problemi di natura nevrotica di cui il Manzoni soffriva. Oltre alla biografia manzoniana, Bellezza si dedicò anche alla curatela della fortuna critica e all'edizione critica de I promessi sposi. Bellezza morì a Milano nel 1950.
Attualmente il suo archivio personale è conservato presso il Centro Nazionale di Studi Manzoniani, donato dalla discendente Elena Magnini.